# Oświata w Lesotho

## Przepisy prawne
Bezpłatne kształcenie w szkołach podstawowych zostało wprowadzone w  2000 roku. W 2010 roku nauką objętych zostało 82% dzieci w wieku szkolnym (80% chłopców, 84% dziewcząt). W 2010 roku w Lesotho uchwalono Ustawę o edukacji  legalizując prawo do bezpłatnej i obowiązkowej edukacji podstawowej. Rząd stara się też w ramach bezpłatnego dostępu do szkolnictwa podstawowego zapewnić uczniom podręczniki i materiały do pisania dla dzieci ze szkół podstawowych oraz dla uczniów szkół średnich dostęp do bibliotek.

## Ministerstwo Edukacji i Szkoleń
Na czele stoi obecnie Honourable Mokhele Moletsane (od czerwca 2017).

## System edukacji

### Szkoły podstawowe
Nauka w szkołach trwa 7 lat. Jest obowiązkowa dla dzieci w wieku 6-13 lat.  Większość szkół należy do organizacji religijnych. Dwie największe to: Misja Katolicka (36 procent) i Kościół Ewangelicki w Lesotho (33 procent). Dzieci uczą się w języku soto przez pierwsze 4 lata nauki. Potem jest wprowadzany język angielski, którego znajomość jest wymagana w szkole średniej.

### Szkoły średnie
Nauka jest płatna i odbywa się w języku angielskim.Nauka w Junior Secondary school (odpowiednik naszego gimnazjum) trwa 3 lata dla uczniów w wieku 13-16 lat i kończy się egzaminem, po którego zdaniu uczniowie otrzymują certyfikat wydany przez Ministerstwo Edukacji i Szkoleń.
Kolejny etap nauki w szkole średniej to High School. Trwa 2 lata i kończy się egzaminami po których zdaniu uczniowie otrzymują dyplomy Cambridge Overseas School Certificate (COSC) na poziomie zwykłym (O).
256 szkół średnich, które w ponad 90% stanowią własność kościoła, obsługuje teoretyczną populację  liczącą niemal 100 000 osób, z czego mniej niż 50% tradycyjnie uczęszczało do liceum.
Kształcenie zawodowe oferują szkoły takie jak: Lesotho Agricultural College czy Roma College of Nursing, kształcące nie tylko pielęgniarki, ale również położne.

## Szkoły wyższe
Uniwersytety: National University of Lesotho i Limkokwing University of Creative Technology - malezyjska uczelnia, która w sierpniu 2008 roku otworzyła swój pierwszy kampus w stolicy Lesotho - Maseru. Nauka jest płatna.